# زیه جون
زیه جون (چینی: 谢军؛ زادهٔ ۳۰ اکتبر ۱۹۷۰) استادبزرگ شطرنج اهل جمهوری خلق چین و قهرمان زنان جهان در سال‌های ۱۹۹۶–۱۹۹۱ میلادی و نیز ۲۰۰۱–۱۹۹۹ میلادی بوده‌است. ریتینگ او ۲۵۷۴ در ژانویه ۲۰۰۸ ثبت شد. زیه به همراه الیزاوِتا بایکووا و هو ییفان، یکی از سه زنی است که توانستند دو بار عنوان قهرمانی شطرنج زنان جهان را به دست آوردند. او با مربی سابق خود، شااوبین ازدواج کرد.
زیه از ۶ سالگی شروع به بازی شطرنج چینی کرد و در سن ۱۰ سالگی قهرمان شطرنج چینی دختران پکن شد. به درخواست مقامات چین، او شروع به بازی در مسابقات بین‌المللی کرد و با وجود آموزشهای محدود، زیه در سال ۱۹۸۸ قهرمان شطرنج دختران چین شد. در سال ۱۹۹۱ و در ۲۰ سالگی با شکست مایا چیبوردانیدزه از گرجستان، به مقام قهرمانی جهان رسید. در سال ۱۹۹۳ در برابر نانا یوسلیانی (با پیروزی 8½ -2½)، از عنوان خود دفاع کرد و در سال ۱۹۹۴ به عنوان استادبزرگی رسید.
در مسابقات قهرمانی بانوان جهان ۱۹۹۶ زیه به سوزان پولگار از مجارستان باخت ولی در ۱۹۹۹ با شکست دادن آلیسا گالیمووا، بار دیگر به سوزان پولگار رسید ولی پولگار از رقابت با او سر باز زد و زیه قهرمان جهان اعلام شد.
در اواخر دهه ۱۹۹۰، او مشغول تحصیل روان‌شناسی در مقطع دکترا در دانشگاه معمولی پکن بود. از ۲۰۰۸ میلادی در حال فعالیت در زمینه حمایت از بازیکنان شطرنج و استعدادهای آن است.